# Bow Wow Wow
Bow Wow Wow war eine britische New-Wave-Band, die im Jahre 1980 von Musikmanager Malcolm McLaren ins Leben gerufen wurde und sich 1983 auflöste.

## Karriere
Bandmitglieder waren Matthew Ashman (Gitarre), Leigh Gorman (Bass) und David Barbarossa (Schlagzeug), die von McLaren bei der Band Adam and the Ants abgeworben wurden, sowie die zur Gründung der Band noch minderjährige Sängerin Annabella Lwin.
Da mit Ashman, Gorman und Barbarossa quasi die komplette Rhythmusgruppe der Ants übernommen worden war, ähnelt sich das Klangbild beider Gruppen sehr, wozu maßgeblich der von Rhythmen aus Burundi inspirierte Schlagzeugstil Barbarossas beitrug. Produzent McLaren, der zuvor bereits die Sex Pistols, aber auch Adam and the Ants bekannt gemacht hatte, entdeckte Sängerin Lwin in der chemischen Reinigung ihrer Eltern in London und mühte sich redlich, durch die möglichst nackte oder halbnackte Darstellung der Minderjährigen (* 31. Oktober 1966) auf den Plattencovers publicityträchtige Skandale zu erzeugen. Kurzzeitig war auch der spätere Culture-Club-Sänger Boy George Mitglied bei Bow Wow Wow.
Im Juli 1980 veröffentlichten sie die Single „C·30 C·60 C·90 Go“, die ursprünglich nur als (erste überhaupt) Kassetten-Single erscheinen sollte. Die 7″-Single erreichte dann Platz 34 in den UK-Single-Charts.
Die ersten Top-10-Hits waren Go Wild in the Country sowie der daraufhin veröffentlichte Song I Want Candy (eine Coverversion eines Titels von The Strangeloves). Die Gruppe bestand bis zur Trennung 1983. Die Instrumentalisten versuchten danach erfolglos als Chiefs of Relief eine weitere Gruppenkarriere, auch die im Jahr 1985 angestrebte Solokarriere von Annabella war nicht von Erfolg gekrönt.
In den 1990ern schloss sich David Barbarossa der Rockband Republica an. Matthew Ashman starb 1995 an Diabetes. Gorman und Lwin begannen 1997 eine Reunion der Band. Gegenwärtig tritt Lwin als Solokünstlerin mit Begleitband unter dem Namen Annabella the Original Bow Wow Wow auf, parallel führt Gorman eine Nachfolge-Band von Bow Wow Wow mit neuer Sängerin und wechselnder Besetzung an.

## Diskografie

### Studioalben
| Jahr | Titel                                                                        | Höchstplatzierung, Gesamtwochen, AuszeichnungChartplatzierungen (Jahr, Titel, Platzierungen, Wochen, Auszeichnungen, Anmerkungen) | Höchstplatzierung, Gesamtwochen, AuszeichnungChartplatzierungen (Jahr, Titel, Platzierungen, Wochen, Auszeichnungen, Anmerkungen) | Anmerkungen                         |
| Jahr | Titel                                                                        | UK | US | Anmerkungen                         |
| ---- | ---------------------------------------------------------------------------- | --- | --- | ----------------------------------- |
| 1980 | Your Cassette Pet (EP)                                                       | UK58 (8 Wo.)UK | — | Erstveröffentlichung: November 1980 |
| 1981 | See Jungle! See Jungle! Go Join Your Gang Yeah, City All Over! Go Ape Crazy! | UK26 (29 Wo.)UK | US192 (2 Wo.)US | Erstveröffentlichung: Oktober 1981  |
| 1983 | When the Going Gets Tough, the Tough Get Going                               | — | US82 (13 Wo.)US | Erstveröffentlichung: April 1983    |

### Kompilationen
| Jahr | Titel        | Höchstplatzierung, Gesamtwochen, AuszeichnungChartplatzierungen (Jahr, Titel, Platzierungen, Wochen, Auszeichnungen, Anmerkungen) | Höchstplatzierung, Gesamtwochen, AuszeichnungChartplatzierungen (Jahr, Titel, Platzierungen, Wochen, Auszeichnungen, Anmerkungen) | Anmerkungen                     |
| Jahr | Titel        | UK | US | Anmerkungen                     |
| ---- | ------------ | --- | --- | ------------------------------- |
| 1982 | I Want Candy | UK26 (6 Wo.)UK | US123 (9 Wo.)US | Erstveröffentlichung: Juli 1982 |

Weitere Alben
- 1982: The Last of the Mohicans
- 1982: Original Recordings
- 1982: Teenage Queen
- 1993: Girl Bites Dog
- 1993: Go Wild: The Best of
- 1996: Aphrodisiac... Best of
- 1996: The Best of
- 1997: Live in Japan
- 1998: Wild in the USA
- 2003: I Want Candy: Anthology
- 2008: Love, Peace & Harmony: The Best of
- 2009: Mile High Club Live

### Singles
| Jahr | Titel Album                                                          | Höchstplatzierung, Gesamtwochen, AuszeichnungChartplatzierungen (Jahr, Titel, Album, Platzierungen, Wochen, Auszeichnungen, Anmerkungen) | Höchstplatzierung, Gesamtwochen, AuszeichnungChartplatzierungen (Jahr, Titel, Album, Platzierungen, Wochen, Auszeichnungen, Anmerkungen) | Anmerkungen                        |
| Jahr | Titel Album                                                          | UK | US | Anmerkungen                        |
| ---- | -------------------------------------------------------------------- | --- | --- | ---------------------------------- |
| 1980 | C·30 C·60 C·90 Go Original Recordings                                | UK34 (7 Wo.)UK | — | Erstveröffentlichung: Juli 1980    |
| 1981 | W.O.R.K. (N.O. Nah, No No My Daddy Don’t) Original Recordings        | UK62 (3 Wo.)UK | — | Erstveröffentlichung: März 1981    |
| 1981 | Prince of Darkness                                                   | UK58 (4 Wo.)UK | — | Erstveröffentlichung: August 1981  |
| 1981 | Chihuahua See Jungle! See Jungle!                                    | UK51 (4 Wo.)UK | — | Erstveröffentlichung: Oktober 1981 |
| 1982 | Go Wild in the Country See Jungle! See Jungle!                       | UK7 Silber · (13 Wo.)UK | — | Erstveröffentlichung: Januar 1982  |
| 1982 | See Jungle! (Jungle Boy)/TV Savage See Jungle! See Jungle!           | UK45 (3 Wo.)UK | — | Erstveröffentlichung: April 1982   |
| 1982 | I Want Candy                                                         | UK9 (8 Wo.)UK | US62 (7 Wo.)US | Erstveröffentlichung: Mai 1982     |
| 1983 | Do You Wanna Hold Me? When the Going Gets Tough, the Tough Get Going | UK47 (5 Wo.)UK | US77 (4 Wo.)US | Erstveröffentlichung: Februar 1983 |

Weitere Singles
- 1980: Louis Quatorze
- 1982: Baby, Oh No
- 1982: Fools Rush In
- 1983: The Man Mountain